# 존 키건
존 데스몬드 패트릭 키건 경(Sir John Desmond Patrick Keegan, 1934년 5월 15일 ~ 2012년 8월 2일)은 영국의 군사사가, 작가 및 저널리스트이다. 그는 선사시대와 21세기 사이의 전투의 성격에 대해 육지, 공중, 해상, 정보전 및 전투 심리학을 다루는 많은 출판물을 저술했다.
1960년 키건은 영국 육군 장교를 훈련 영국 육군사관학교에서 군사 역사 강의를 시작했다. 그는 26년 동안 그곳에 머물면서 재임 기간 동안 군사사 선임 강사가 되었으며, 그 동안 프린스턴 대학 방문 교수직을 역임했으며 배서 칼리지에서 델마스 역사학 석좌 교수를 역임했다.
1986년 아카데미를 떠나 키건은 데일리 텔레그래프에 입사하여 일했다.
키건은 2012년 8월 2일 자택에서 사망했다. 그에게는 아내와 두 딸, 두 아들이 있었다.